# Flèche wallonne 2008
La 72e édition de la Flèche wallonne a eu lieu le mercredi 23 avril 2008, entre Charleroi et Huy, sur une distance de 199,5 kilomètres et se terminera par l'arrivée traditionnelle au Mur de Huy. La course n'est pas inscrite au calendrier de l'UCI ProTour 2008 mais de l'UCI Europe Tour.
La Flèche wallonne est la seconde des trois courses ardennaises, après l'Amstel Gold Race, le 20 avril et avant Liège-Bastogne-Liège, dimanche 27 avril.

## Présentation

### Contexte
La Flèche wallonne fait partie des courses cyclistes organisées par Amaury Sport Organisation. Elle est donc l'une des épreuves retirées du calendrier du ProTour 2008. Elle a été intégrée à celui de l'UCI Europe Tour, en catégorie 1.HC.
À l'arrivée, les coureurs d'équipes continentales professionnelles marqueront des points au classement de l'UCI Europe Tour selon le barème suivant : 100 points au vainqueur, 70 au second, 40 au troisième, puis 30, 25, 20, 15, et de 10 à 3 points entre les huitième et quinzième places.

### Parcours
Partant de Charleroi, la course emprunte les côtes d'Ereffe, de Peu d'Eau, de Haut-Bois, de Thon, de Bonneville, de Bohissau, de Ahin. Le peloton gravira en outre deux fois le Mur de Huy, aux kilomètres 65,5 et 95, avant l'arrivée.

### Équipes participantes
| ProTeams (17)- Gerolsteiner - Caisse d'Épargne - Liquigas - Saunier Duval-Scott - AG2R-La Mondiale - CSC - Rabobank - Lampre - Bouygues Telecom - La Française des jeux - Crédit agricole - Quick Step - Euskaltel-Euskadi - Silence-Lotto - Team Milram - Cofidis-Le Crédit par Téléphone - High Road Équipes continentales professionnelles (8)- Topsport Vlaanderen - Agritubel - Barloworld - Landbouwkrediet-Tönissteiner - Tinkoff Credit Systems - Slipstream-Chipotle - Skil-Shimano - Cycle Collstrop |
| |

### Favoris
Damiano Cunego, vainqueur de l'Amstel Gold Race, les anciens vainqueurs Davide Rebellin et Alejandro Valverde, ainsi que Stefan Schumacher, Fränk Schleck ou Karsten Kroon comptent parmi les principaux favoris de l'épreuve.

## Récit de la course
Les derniers rescapés de l'échappée matinale sont rattrapés à 13 kilomètres de l'arrivée.  
Dans les kilomètres suivants, plusieurs coureurs tentent de partir à leur tour. Le dernier rescapé d'entre eux, Fabian Wegmann, est repris au milieu du Mur de Huy. 
Cadel Evans prend les devants du peloton dans l'ascension et fait un écart avec le reste des coureurs. Il ne peut cependant rien devant l'accélération puissante de Kim Kirchen, qui le remonte et le dépasse dans le dernier virage. Kirchen remporte la course avec plusieurs mètres d'avance sur Evans, lui-même devant un groupe de quatre coureurs dont le premier est Damiano Cunego, qui complète ainsi le podium. 

## Classement
| \| Classement général \| Classement général \| Classement général \| Classement général \| Classement général \| \| Coureur \| Coureur \| Pays \| Équipe \| Temps \| \| ------------------ \| --------------------- \| ------------------ \| ---------------------------- \| ------------------ \| \| 1er \| Kim Kirchen \| Luxembourg \| High Road \| 4 h 35 min 29 s \| \| 2e \| Cadel Evans \| Australie \| Silence-Lotto \| + 1 s \| \| 3e \| Damiano Cunego \| Italie \| Lampre \| + 2 s \| \| 4e \| Robert Gesink \| Pays-Bas \| Rabobank \| + 2 s \| \| 5e \| Thomas Dekker \| Pays-Bas \| Rabobank \| DQ \| \| 6e \| Davide Rebellin \| Italie \| Gerolsteiner \| + 2 s \| \| 7e \| Michael Albasini \| Suisse \| Liquigas \| + 8 s \| \| 8e \| Joaquim Rodríguez \| Espagne \| Caisse d'Épargne \| + 10 s \| \| 9e \| Christian Pfannberger \| Autriche \| Barloworld \| + 15 s \| \| 10e \| John Gadret \| France \| AG2R-La Mondiale \| + 20 s \| \| 11e \| Jérôme Pineau \| France \| Bouygues Telecom \| + 20 s \| \| 12e \| Bert De Waele \| Belgique \| Landbouwkrediet-Tönissteiner \| + 20 s \| \| 13e \| Aitor Galdós \| Espagne \| Euskaltel-Euskadi \| + 20 s \| \| 14e \| Yury Trofimov \| Russie \| Bouygues Telecom \| + 24 s \| \| 15e \| Mikel Astarloza \| Espagne \| Euskaltel-Euskadi \| + 24 s \| \| 16e \| Alexander Efimkin \| Russie \| Quick Step \| + 26 s \| \| 17e \| Luca Mazzanti \| Italie \| Tinkoff Credit Systems \| + 26 s \| \| 18e \| Rubens Bertogliati \| Suisse \| Saunier Duval-Scott \| + 29 s \| \| 19e \| Stefan Schumacher \| Allemagne \| Gerolsteiner \| + 32 s \| \| 20e \| Benoît Vaugrenard \| France \| La Française des jeux \| + 32 s \| |                       |            |                              |                 |
| |                       |            |                              |                 |
| |                       |            |                              |                 |
| Classement général |                       |            |                              |                 |
| Coureur | Coureur               | Pays       | Équipe                       | Temps           |
| 1er | Kim Kirchen           | Luxembourg | High Road                    | 4 h 35 min 29 s |
| 2e | Cadel Evans           | Australie  | Silence-Lotto                | + 1 s           |
| 3e | Damiano Cunego        | Italie     | Lampre                       | + 2 s           |
| 4e | Robert Gesink         | Pays-Bas   | Rabobank                     | + 2 s           |
| 5e | Thomas Dekker         | Pays-Bas   | Rabobank                     | DQ              |
| 6e | Davide Rebellin       | Italie     | Gerolsteiner                 | + 2 s           |
| 7e | Michael Albasini      | Suisse     | Liquigas                     | + 8 s           |
| 8e | Joaquim Rodríguez     | Espagne    | Caisse d'Épargne             | + 10 s          |
| 9e | Christian Pfannberger | Autriche   | Barloworld                   | + 15 s          |
| 10e | John Gadret           | France     | AG2R-La Mondiale             | + 20 s          |
| 11e | Jérôme Pineau         | France     | Bouygues Telecom             | + 20 s          |
| 12e | Bert De Waele         | Belgique   | Landbouwkrediet-Tönissteiner | + 20 s          |
| 13e | Aitor Galdós          | Espagne    | Euskaltel-Euskadi            | + 20 s          |
| 14e | Yury Trofimov         | Russie     | Bouygues Telecom             | + 24 s          |
| 15e | Mikel Astarloza       | Espagne    | Euskaltel-Euskadi            | + 24 s          |
| 16e | Alexander Efimkin     | Russie     | Quick Step                   | + 26 s          |
| 17e | Luca Mazzanti         | Italie     | Tinkoff Credit Systems       | + 26 s          |
| 18e | Rubens Bertogliati    | Suisse     | Saunier Duval-Scott          | + 29 s          |
| 19e | Stefan Schumacher     | Allemagne  | Gerolsteiner                 | + 32 s          |
| 20e | Benoît Vaugrenard     | France     | La Française des jeux        | + 32 s          |

En raison d'un contrôle antidopage positif à l'EPO, effectué en décembre 2007 et réanalysé en 2009, les résultats de Thomas Dekker postérieurs au 24 décembre 2007 sont annulés

## Liste des participants
| Gerolsteiner GST | Gerolsteiner GST          | Gerolsteiner GST |
| ---------------- | ------------------------- | ---------------- |
| Num              | Coureur                   | Pos              |
| 1                | Davide Rebellin (ITA)     | 6e               |
| 2                | Markus Fothen (GER)       | AB               |
| 3                | Johannes Fröhlinger (GER) | AB               |
| 4                | Andrea Moletta (ITA)      | AB               |
| 5                | Ronny Scholz (GER)        | AB               |
| 6                | Stefan Schumacher (GER)   | 19e              |
| 7                | Fabian Wegmann (GER)      | 30e              |
| 8                | Peter Wrolich (AUT)       | 93e              |

| Caisse d'Épargne GCE | Caisse d'Épargne GCE             | Caisse d'Épargne GCE |
| -------------------- | -------------------------------- | -------------------- |
| Num                  | Coureur                          | Pos                  |
| 11                   | Alejandro Valverde (ESP)         | 21e                  |
| 12                   | José Vicente García Acosta (ESP) | AB                   |
| 13                   | David López García (ESP)         | AB                   |
| 14                   | Alberto Losada (ESP)             | AB                   |
| 15                   | Óscar Pereiro (ESP)              | AB                   |
| 16                   | Joaquim Rodríguez (ESP)          | 8e                   |
| 17                   | José Joaquín Rojas (ESP)         | AB                   |
| 19                   | Luis León Sánchez (ESP)          | 68e                  |

| Liquigas LIQ | Liquigas LIQ               | Liquigas LIQ |
| ------------ | -------------------------- | ------------ |
| Num          | Coureur                    | Pos          |
| 21           | Roman Kreuziger (CZE)      | 50e          |
| 22           | Valerio Agnoli (ITA)       | 35e          |
| 23           | Michael Albasini (SUI)     | 7e           |
| 24           | Leonardo Bertagnolli (ITA) | AB           |
| 25           | Kjell Carlström (FIN)      | AB           |
| 26           | Dario Cataldo (ITA)        | 86e          |
| 27           | Matej Mugerli (SLO)        | 26e          |
| 28           | Frederik Willems (BEL)     | AB           |

| Saunier Duval-Scott SDV | Saunier Duval-Scott SDV              | Saunier Duval-Scott SDV |
| ----------------------- | ------------------------------------ | ----------------------- |
| Num                     | Coureur                              | Pos                     |
| 31                      | Riccardo Riccò (ITA)                 | 107e                    |
| 32                      | Rubens Bertogliati (SUI)             | 18e                     |
| 33                      | Beñat Intxausti (ESP)                | 112e                    |
| 34                      | David de la Fuente (ESP)             | 52e                     |
| 35                      | José Ángel Gómez Marchante (ESP)     | 84e                     |
| 36                      | Josep Jufré (ESP)                    | 29e                     |
| 37                      | Rubén Lobato (ESP)                   | 71e                     |
| 38                      | Alberto Fernández de la Puebla (ESP) | 85e                     |

| AG2R-La Mondiale ALM | AG2R-La Mondiale ALM    | AG2R-La Mondiale ALM |
| -------------------- | ----------------------- | -------------------- |
| Num                  | Coureur                 | Pos                  |
| 41                   | Rinaldo Nocentini (ITA) | 56e                  |
| 42                   | José Luis Arrieta (ESP) | 75e                  |
| 43                   | Hubert Dupont (FRA)     | 98e                  |
| 44                   | Vladimir Efimkin (RUS)  | 28e                  |
| 45                   | John Gadret (FRA)       | 10e                  |
| 46                   | Julien Loubet (FRA)     | 119e                 |
| 47                   | Rene Mandri (EST)       | 68e                  |
| 48                   | Tadej Valjavec (SLO)    | 83e                  |

| CSC | CSC                        | CSC  |
| --- | -------------------------- | ---- |
| Num | Coureur                    | Pos  |
| 51  | Fränk Schleck (LUX)        | 78e  |
| 52  | Alexandr Kolobnev (RUS)    | AB   |
| 53  | Karsten Kroon (NED)        | AB   |
| 54  | Gustav Larsson (SWE)       | 108e |
| 55  | Carlos Sastre (ESP)        | 79e  |
| 56  | Andy Schleck (LUX)         | 76e  |
| 57  | Chris Anker Sørensen (DEN) | 82e  |
| 58  | Nicki Sørensen (DEN)       | 31e  |

| Rabobank RAB | Rabobank RAB          | Rabobank RAB |
| ------------ | --------------------- | ------------ |
| Num          | Coureur               | Pos          |
| 61           | Óscar Freire (ESP)    | 33e          |
| 62           | Mauricio Ardila (COL) | AB           |
| 63           | Thomas Dekker (NED)   | 5e           |
| 64           | Robert Gesink (NED)   | 4e           |
| 65           | Paul Martens (GER)    | 88e          |
| 66           | Bauke Mollema (NED)   | AB           |
| 67           | Bram Tankink (NED)    | 47e          |
| 68           | Laurens ten Dam (NED) | 34e          |

| Lampre LAM | Lampre LAM               | Lampre LAM |
| ---------- | ------------------------ | ---------- |
| Num        | Coureur                  | Pos        |
| 71         | Damiano Cunego (ITA)     | 3e         |
| 72         | Paolo Bossoni (ITA)      | HD         |
| 73         | Francesco Gavazzi (ITA)  | 110e       |
| 74         | Marco Marzano (ITA)      | AB         |
| 75         | Daniele Righi (ITA)      | AB         |
| 76         | Simon Špilak (SLO)       | 42e        |
| 77         | Paolo Tiralongo (ITA)    | 41e        |
| 78         | Mauro Santambrogio (ITA) | 67e        |

| Topsport Vlaanderen TSV | Topsport Vlaanderen TSV  | Topsport Vlaanderen TSV |
| ----------------------- | ------------------------ | ----------------------- |
| Num                     | Coureur                  | Pos                     |
| 81                      | Koen Barbé (BEL)         | AB                      |
| 82                      | Johan Coenen (BEL)       | AB                      |
| 83                      | Pieter Ghyllebert (BEL)  | AB                      |
| 84                      | Maarten Neyens (BEL)     | AB                      |
| 85                      | Serge Pauwels (BEL)      | 89e                     |
| 86                      | Sven Renders (BEL)       | 55e                     |
| 87                      | Preben Van Hecke (BEL)   | 59e                     |
| 88                      | Frederik Veuchelen (BEL) | 63e                     |

| Agritubel AGR | Agritubel AGR           | Agritubel AGR |
| ------------- | ----------------------- | ------------- |
| Num           | Coureur                 | Pos           |
| 91            | Christophe Moreau (FRA) | 114e          |
| 92            | Freddy Bichot (FRA)     | AB            |
| 93            | Maxime Bouet (FRA)      | AB            |
| 94            | Steven Caethoven (BEL)  | 100e          |
| 95            | Kevyn Ista (BEL)        | 27e           |
| 96            | Christophe Rinero (FRA) | 40e           |
| 97            | Benoît Salmon (FRA)     | AB            |
| 98            | Nicolas Vogondy (FRA)   | AB            |

| Bouygues Telecom BTL | Bouygues Telecom BTL   | Bouygues Telecom BTL |
| -------------------- | ---------------------- | -------------------- |
| Num                  | Coureur                | Pos                  |
| 101                  | Jérôme Pineau (FRA)    | 11e                  |
| 102                  | Stef Clement (NED)     | 62e                  |
| 103                  | Xavier Florencio (ESP) | NP                   |
| 104                  | Vincent Jérôme (FRA)   | 90e                  |
| 105                  | Laurent Lefèvre (FRA)  | AB                   |
| 106                  | Matthieu Sprick (FRA)  | 61e                  |
| 107                  | Yury Trofimov (RUS)    | 14e                  |
| 108                  | Johann Tschopp (SUI)   | AB                   |

| La Française des jeux FDJ | La Française des jeux FDJ | La Française des jeux FDJ |
| ------------------------- | ------------------------- | ------------------------- |
| Num                       | Coureur                   | Pos                       |
| 111                       | Philippe Gilbert (BEL)    | AB                        |
| 112                       | Sandy Casar (FRA)         | 73e                       |
| 113                       | Yoann Le Boulanger (FRA)  | 81e                       |
| 114                       | Guillaume Levarlet (FRA)  | 57e                       |
| 115                       | Francis Mourey (FRA)      | 95e                       |
| 116                       | Anthony Roux (FRA)        | AB                        |
| 117                       | Jelle Vanendert (BEL)     | 52e                       |
| 118                       | Benoît Vaugrenard (FRA)   | 20e                       |

| Crédit Agricole C.A | Crédit Agricole C.A     | Crédit Agricole C.A |
| ------------------- | ----------------------- | ------------------- |
| Num                 | Coureur                 | Pos                 |
| 121                 | Simon Gerrans (AUS)     | AB                  |
| 122                 | Éric Berthou (FRA)      | AB                  |
| 123                 | Pietro Caucchioli (ITA) | AB                  |
| 124                 | Jonathan Hivert (FRA)   | AB                  |
| 125                 | Maxime Méderel (FRA)    | 106e                |
| 126                 | Rémi Pauriol (FRA)      | AB                  |
| 127                 | Nicolas Roche (IRL)     | 60e                 |
| 128                 | Pierre Rolland (FRA)    | 37e                 |

| Barloworld BAR | Barloworld BAR              | Barloworld BAR |
| -------------- | --------------------------- | -------------- |
| Num            | Coureur                     | Pos            |
| 131            | John-Lee Augustyn (RSA)     | HD             |
| 132            | Giampaolo Cheula (ITA)      | AB             |
| 133            | Marco Corti (ITA)           | AB             |
| 134            | Moisés Dueñas (ESP)         | 22e            |
| 135            | Christopher Froome (KEN)    | 115e           |
| 136            | Christian Pfannberger (AUT) | 9e             |
| 137            | Hugo Sabido (POR)           | 54e            |
| 138            | Carlo Scognamiglio (ITA)    | AB             |

| Quick Step QST | Quick Step QST            | Quick Step QST |
| -------------- | ------------------------- | -------------- |
| Num            | Coureur                   | Pos            |
| 141            | Carlos Barredo (ESP)      | 43e            |
| 142            | Alexander Efimkin (RUS)   | 16e            |
| 143            | Addy Engels (NED)         | 66e            |
| 144            | Leonardo Scarselli (ITA)  | AB             |
| 145            | Hubert Schwab (SUI)       | 117e           |
| 146            | Andrea Tonti (ITA)        | AB             |
| 147            | Jurgen Van de Walle (BEL) | AB             |
| 148            | Giovanni Visconti (ITA)   | 45e            |

| Landbouwkrediet-Tönissteiner LAN | Landbouwkrediet-Tönissteiner LAN | Landbouwkrediet-Tönissteiner LAN |
| -------------------------------- | -------------------------------- | -------------------------------- |
| Num                              | Coureur                          | Pos                              |
| 151                              | Andy Cappelle (BEL)              | 99e                              |
| 152                              | Bert De Waele (BEL)              | 13e                              |
| 153                              | Sébastien Delfosse (BEL)         | AB                               |
| 154                              | Benjamin Gourgue (BEL)           | AB                               |
| 155                              | Steven Kleynen (BEL)             | AB                               |
| 156                              | Bert Scheirlinckx (BEL)          | 70e                              |
| 157                              | Nico Sijmens (BEL)               | 23e                              |
| 158                              | Rob Peeters (BEL)                | AB                               |

| Euskaltel-Euskadi EUS | Euskaltel-Euskadi EUS  | Euskaltel-Euskadi EUS |
| --------------------- | ---------------------- | --------------------- |
| Num                   | Coureur                | Pos                   |
| 161                   | Mikel Astarloza (ESP)  | 15e                   |
| 162                   | Javier Aramendia (ESP) | AB                    |
| 163                   | Jorge Azanza (ESP)     | 93e                   |
| 164                   | Aitor Galdós (ESP)     | 13e                   |
| 165                   | Iñaki Isasi (ESP)      | 104e                  |
| 166                   | Egoi Martínez (ESP)    | 36e                   |
| 167                   | Juan José Oroz (ESP)   | 105e                  |
| 168                   | Rubén Pérez (ESP)      | AB                    |

| Silence-Lotto SIL | Silence-Lotto SIL           | Silence-Lotto SIL |
| ----------------- | --------------------------- | ----------------- |
| Num               | Coureur                     | Pos               |
| 171               | Cadel Evans (AUS)           | 2e                |
| 172               | Mario Aerts (BEL)           | 49e               |
| 173               | Volodymyr Bileka (UKR)      | 65e               |
| 174               | Christophe Brandt (BEL)     | 46e               |
| 175               | Dario Cioni (ITA)           | 118e              |
| 176               | Matthew Lloyd (AUS)         | 25e               |
| 177               | Yaroslav Popovych (UKR)     | AB                |
| 178               | Jurgen Van den Broeck (BEL) | 84e               |

| Team Milram MRM | Team Milram MRM          | Team Milram MRM |
| --------------- | ------------------------ | --------------- |
| Num             | Coureur                  | Pos             |
| 181             | Igor Astarloa (ESP)      | 32e             |
| 182             | Andriy Grivko (UKR)      | 38e             |
| 183             | Matej Jurčo (SVK)        | 116e            |
| 184             | Christian Knees (GER)    | 24e             |
| 185             | Sebastian Schwager (GER) | AB              |
| 186             | Martin Velits (SVK)      | AB              |
| 187             | Peter Velits (SVK)       | AB              |
| 188             | Erik Zabel (GER)         | AB              |

| Cofidis-Le Crédit par Téléphone COF | Cofidis-Le Crédit par Téléphone COF | Cofidis-Le Crédit par Téléphone COF |
| ----------------------------------- | ----------------------------------- | ----------------------------------- |
| Num                                 | Coureur                             | Pos                                 |
| 191                                 | Rik Verbrugghe (BEL)                | AB                                  |
| 192                                 | Jean-Eudes Demaret (FRA)            | AB                                  |
| 193                                 | Leonardo Duque (COL)                | AB                                  |
| 194                                 | Julien El Fares (FRA)               | HD                                  |
| 195                                 | Yann Huguet (FRA)                   | AB                                  |
| 196                                 | Amaël Moinard (FRA)                 | 80e                                 |
| 197                                 | Maxime Monfort (BEL)                | 59e                                 |
| 198                                 | Steve Zampieri (SUI)                | 101e                                |

| High Road THR | High Road THR              | High Road THR |
| ------------- | -------------------------- | ------------- |
| Num           | Coureur                    | Pos           |
| 201           | Kim Kirchen (LUX)          | 1er           |
| 202           | Michael Barry (CAN)        | 111e          |
| 203           | Edvald Boasson Hagen (NOR) | AB            |
| 204           | Adam Hansen (AUS)          | 103e          |
| 205           | Tony Martin (GER)          | HD            |
| 206           | Marco Pinotti (ITA)        | 102e          |
| 207           | František Raboň (CZE)      | HD            |
| 208           | Vicente Reynés (ESP)       | 91e           |

| Tinkoff Credit Systems TCS | Tinkoff Credit Systems TCS | Tinkoff Credit Systems TCS |
| -------------------------- | -------------------------- | -------------------------- |
| Num                        | Coureur                    | Pos                        |
| 211                        | Mikhail Ignatiev (RUS)     | 71e                        |
| 212                        | Pavel Brutt (RUS)          | 97e                        |
| 213                        | Nikita Eskov (RUS)         | 113e                       |
| 214                        | Alexander Gottfried (GER)  | AB                         |
| 215                        | Vasil Kiryienka (BLR)      | AB                         |
| 216                        | Sergueï Klimov (RUS)       | 96e                        |
| 217                        | Luca Mazzanti (ITA)        | 17e                        |
| 218                        | Alexander Serov (RUS)      | AB                         |

| Slipstream-Chipotle TSL | Slipstream-Chipotle TSL        | Slipstream-Chipotle TSL |
| ----------------------- | ------------------------------ | ----------------------- |
| Num                     | Coureur                        | Pos                     |
| 221                     | David Millar (GBR)             | 50e                     |
| 222                     | Jason Donald (USA)             | HD                      |
| 223                     | Huub Duyn (NED)                | AB                      |
| 224                     | Ryder Hesjedal (CAN)           | 39e                     |
| 225                     | Christophe Laurent (FRA)       | AB                      |
| 226                     | Dan Martin (IRL)               | 109e                    |
| 227                     | Jonathan Patrick McCarty (USA) | AB                      |
| 228                     | Kilian Patour (FRA)            | AB                      |

| Skil-Shimano SKS | Skil-Shimano SKS         | Skil-Shimano SKS |
| ---------------- | ------------------------ | ---------------- |
| Num              | Coureur                  | Pos              |
| 231              | Fumiyuki Beppu (JPN)     | AB               |
| 232              | Maarten den Bakker (NED) | 77e              |
| 233              | Yukihiro Doi (JPN)       | AB               |
| 234              | Floris Goesinnen (NED)   | 48e              |
| 235              | Yusuke Hatanaka (JPN)    | AB               |
| 236              | Thierry Hupond (FRA)     | HD               |
| 237              | Piet Rooijakkers (NED)   | AB               |
| 238              | Robert Wagner (GER)      | AB               |

| Cycle Collstrop COS | Cycle Collstrop COS          | Cycle Collstrop COS |
| ------------------- | ---------------------------- | ------------------- |
| Num                 | Coureur                      | Pos                 |
| 241                 | Steffen Wesemann (SUI)       | AB                  |
| 242                 | Michał Gołaś (POL)           | 92e                 |
| 243                 | David Kopp (GER)             | AB                  |
| 244                 | Sergueï Lagoutine (UZB)      | 44e                 |
| 245                 | Marco Marcato (ITA)          | AB                  |
| 246                 | Mirko Selvaggi (ITA)         | 64e                 |
| 247                 | Gil Suray (BEL)              | AB                  |
| 248                 | Kenny Van Der Schueren (BEL) | 74e                 |

| Gerolsteiner GST | Gerolsteiner GST          | Gerolsteiner GST |
| ---------------- | ------------------------- | ---------------- |
| Num              | Coureur                   | Pos              |
| 1                | Davide Rebellin (ITA)     | 6e               |
| 2                | Markus Fothen (GER)       | AB               |
| 3                | Johannes Fröhlinger (GER) | AB               |
| 4                | Andrea Moletta (ITA)      | AB               |
| 5                | Ronny Scholz (GER)        | AB               |
| 6                | Stefan Schumacher (GER)   | 19e              |
| 7                | Fabian Wegmann (GER)      | 30e              |
| 8                | Peter Wrolich (AUT)       | 93e              |

| Caisse d'Épargne GCE | Caisse d'Épargne GCE             | Caisse d'Épargne GCE |
| -------------------- | -------------------------------- | -------------------- |
| Num                  | Coureur                          | Pos                  |
| 11                   | Alejandro Valverde (ESP)         | 21e                  |
| 12                   | José Vicente García Acosta (ESP) | AB                   |
| 13                   | David López García (ESP)         | AB                   |
| 14                   | Alberto Losada (ESP)             | AB                   |
| 15                   | Óscar Pereiro (ESP)              | AB                   |
| 16                   | Joaquim Rodríguez (ESP)          | 8e                   |
| 17                   | José Joaquín Rojas (ESP)         | AB                   |
| 19                   | Luis León Sánchez (ESP)          | 68e                  |

| Liquigas LIQ | Liquigas LIQ               | Liquigas LIQ |
| ------------ | -------------------------- | ------------ |
| Num          | Coureur                    | Pos          |
| 21           | Roman Kreuziger (CZE)      | 50e          |
| 22           | Valerio Agnoli (ITA)       | 35e          |
| 23           | Michael Albasini (SUI)     | 7e           |
| 24           | Leonardo Bertagnolli (ITA) | AB           |
| 25           | Kjell Carlström (FIN)      | AB           |
| 26           | Dario Cataldo (ITA)        | 86e          |
| 27           | Matej Mugerli (SLO)        | 26e          |
| 28           | Frederik Willems (BEL)     | AB           |

| Saunier Duval-Scott SDV | Saunier Duval-Scott SDV              | Saunier Duval-Scott SDV |
| ----------------------- | ------------------------------------ | ----------------------- |
| Num                     | Coureur                              | Pos                     |
| 31                      | Riccardo Riccò (ITA)                 | 107e                    |
| 32                      | Rubens Bertogliati (SUI)             | 18e                     |
| 33                      | Beñat Intxausti (ESP)                | 112e                    |
| 34                      | David de la Fuente (ESP)             | 52e                     |
| 35                      | José Ángel Gómez Marchante (ESP)     | 84e                     |
| 36                      | Josep Jufré (ESP)                    | 29e                     |
| 37                      | Rubén Lobato (ESP)                   | 71e                     |
| 38                      | Alberto Fernández de la Puebla (ESP) | 85e                     |

| AG2R-La Mondiale ALM | AG2R-La Mondiale ALM    | AG2R-La Mondiale ALM |
| -------------------- | ----------------------- | -------------------- |
| Num                  | Coureur                 | Pos                  |
| 41                   | Rinaldo Nocentini (ITA) | 56e                  |
| 42                   | José Luis Arrieta (ESP) | 75e                  |
| 43                   | Hubert Dupont (FRA)     | 98e                  |
| 44                   | Vladimir Efimkin (RUS)  | 28e                  |
| 45                   | John Gadret (FRA)       | 10e                  |
| 46                   | Julien Loubet (FRA)     | 119e                 |
| 47                   | Rene Mandri (EST)       | 68e                  |
| 48                   | Tadej Valjavec (SLO)    | 83e                  |

| CSC | CSC                        | CSC  |
| --- | -------------------------- | ---- |
| Num | Coureur                    | Pos  |
| 51  | Fränk Schleck (LUX)        | 78e  |
| 52  | Alexandr Kolobnev (RUS)    | AB   |
| 53  | Karsten Kroon (NED)        | AB   |
| 54  | Gustav Larsson (SWE)       | 108e |
| 55  | Carlos Sastre (ESP)        | 79e  |
| 56  | Andy Schleck (LUX)         | 76e  |
| 57  | Chris Anker Sørensen (DEN) | 82e  |
| 58  | Nicki Sørensen (DEN)       | 31e  |

| Rabobank RAB | Rabobank RAB          | Rabobank RAB |
| ------------ | --------------------- | ------------ |
| Num          | Coureur               | Pos          |
| 61           | Óscar Freire (ESP)    | 33e          |
| 62           | Mauricio Ardila (COL) | AB           |
| 63           | Thomas Dekker (NED)   | 5e           |
| 64           | Robert Gesink (NED)   | 4e           |
| 65           | Paul Martens (GER)    | 88e          |
| 66           | Bauke Mollema (NED)   | AB           |
| 67           | Bram Tankink (NED)    | 47e          |
| 68           | Laurens ten Dam (NED) | 34e          |

| Lampre LAM | Lampre LAM               | Lampre LAM |
| ---------- | ------------------------ | ---------- |
| Num        | Coureur                  | Pos        |
| 71         | Damiano Cunego (ITA)     | 3e         |
| 72         | Paolo Bossoni (ITA)      | HD         |
| 73         | Francesco Gavazzi (ITA)  | 110e       |
| 74         | Marco Marzano (ITA)      | AB         |
| 75         | Daniele Righi (ITA)      | AB         |
| 76         | Simon Špilak (SLO)       | 42e        |
| 77         | Paolo Tiralongo (ITA)    | 41e        |
| 78         | Mauro Santambrogio (ITA) | 67e        |

| Topsport Vlaanderen TSV | Topsport Vlaanderen TSV  | Topsport Vlaanderen TSV |
| ----------------------- | ------------------------ | ----------------------- |
| Num                     | Coureur                  | Pos                     |
| 81                      | Koen Barbé (BEL)         | AB                      |
| 82                      | Johan Coenen (BEL)       | AB                      |
| 83                      | Pieter Ghyllebert (BEL)  | AB                      |
| 84                      | Maarten Neyens (BEL)     | AB                      |
| 85                      | Serge Pauwels (BEL)      | 89e                     |
| 86                      | Sven Renders (BEL)       | 55e                     |
| 87                      | Preben Van Hecke (BEL)   | 59e                     |
| 88                      | Frederik Veuchelen (BEL) | 63e                     |

| Agritubel AGR | Agritubel AGR           | Agritubel AGR |
| ------------- | ----------------------- | ------------- |
| Num           | Coureur                 | Pos           |
| 91            | Christophe Moreau (FRA) | 114e          |
| 92            | Freddy Bichot (FRA)     | AB            |
| 93            | Maxime Bouet (FRA)      | AB            |
| 94            | Steven Caethoven (BEL)  | 100e          |
| 95            | Kevyn Ista (BEL)        | 27e           |
| 96            | Christophe Rinero (FRA) | 40e           |
| 97            | Benoît Salmon (FRA)     | AB            |
| 98            | Nicolas Vogondy (FRA)   | AB            |

| Bouygues Telecom BTL | Bouygues Telecom BTL   | Bouygues Telecom BTL |
| -------------------- | ---------------------- | -------------------- |
| Num                  | Coureur                | Pos                  |
| 101                  | Jérôme Pineau (FRA)    | 11e                  |
| 102                  | Stef Clement (NED)     | 62e                  |
| 103                  | Xavier Florencio (ESP) | NP                   |
| 104                  | Vincent Jérôme (FRA)   | 90e                  |
| 105                  | Laurent Lefèvre (FRA)  | AB                   |
| 106                  | Matthieu Sprick (FRA)  | 61e                  |
| 107                  | Yury Trofimov (RUS)    | 14e                  |
| 108                  | Johann Tschopp (SUI)   | AB                   |

| La Française des jeux FDJ | La Française des jeux FDJ | La Française des jeux FDJ |
| ------------------------- | ------------------------- | ------------------------- |
| Num                       | Coureur                   | Pos                       |
| 111                       | Philippe Gilbert (BEL)    | AB                        |
| 112                       | Sandy Casar (FRA)         | 73e                       |
| 113                       | Yoann Le Boulanger (FRA)  | 81e                       |
| 114                       | Guillaume Levarlet (FRA)  | 57e                       |
| 115                       | Francis Mourey (FRA)      | 95e                       |
| 116                       | Anthony Roux (FRA)        | AB                        |
| 117                       | Jelle Vanendert (BEL)     | 52e                       |
| 118                       | Benoît Vaugrenard (FRA)   | 20e                       |

| Crédit Agricole C.A | Crédit Agricole C.A     | Crédit Agricole C.A |
| ------------------- | ----------------------- | ------------------- |
| Num                 | Coureur                 | Pos                 |
| 121                 | Simon Gerrans (AUS)     | AB                  |
| 122                 | Éric Berthou (FRA)      | AB                  |
| 123                 | Pietro Caucchioli (ITA) | AB                  |
| 124                 | Jonathan Hivert (FRA)   | AB                  |
| 125                 | Maxime Méderel (FRA)    | 106e                |
| 126                 | Rémi Pauriol (FRA)      | AB                  |
| 127                 | Nicolas Roche (IRL)     | 60e                 |
| 128                 | Pierre Rolland (FRA)    | 37e                 |

| Barloworld BAR | Barloworld BAR              | Barloworld BAR |
| -------------- | --------------------------- | -------------- |
| Num            | Coureur                     | Pos            |
| 131            | John-Lee Augustyn (RSA)     | HD             |
| 132            | Giampaolo Cheula (ITA)      | AB             |
| 133            | Marco Corti (ITA)           | AB             |
| 134            | Moisés Dueñas (ESP)         | 22e            |
| 135            | Christopher Froome (KEN)    | 115e           |
| 136            | Christian Pfannberger (AUT) | 9e             |
| 137            | Hugo Sabido (POR)           | 54e            |
| 138            | Carlo Scognamiglio (ITA)    | AB             |

| Quick Step QST | Quick Step QST            | Quick Step QST |
| -------------- | ------------------------- | -------------- |
| Num            | Coureur                   | Pos            |
| 141            | Carlos Barredo (ESP)      | 43e            |
| 142            | Alexander Efimkin (RUS)   | 16e            |
| 143            | Addy Engels (NED)         | 66e            |
| 144            | Leonardo Scarselli (ITA)  | AB             |
| 145            | Hubert Schwab (SUI)       | 117e           |
| 146            | Andrea Tonti (ITA)        | AB             |
| 147            | Jurgen Van de Walle (BEL) | AB             |
| 148            | Giovanni Visconti (ITA)   | 45e            |

| Landbouwkrediet-Tönissteiner LAN | Landbouwkrediet-Tönissteiner LAN | Landbouwkrediet-Tönissteiner LAN |
| -------------------------------- | -------------------------------- | -------------------------------- |
| Num                              | Coureur                          | Pos                              |
| 151                              | Andy Cappelle (BEL)              | 99e                              |
| 152                              | Bert De Waele (BEL)              | 13e                              |
| 153                              | Sébastien Delfosse (BEL)         | AB                               |
| 154                              | Benjamin Gourgue (BEL)           | AB                               |
| 155                              | Steven Kleynen (BEL)             | AB                               |
| 156                              | Bert Scheirlinckx (BEL)          | 70e                              |
| 157                              | Nico Sijmens (BEL)               | 23e                              |
| 158                              | Rob Peeters (BEL)                | AB                               |

| Euskaltel-Euskadi EUS | Euskaltel-Euskadi EUS  | Euskaltel-Euskadi EUS |
| --------------------- | ---------------------- | --------------------- |
| Num                   | Coureur                | Pos                   |
| 161                   | Mikel Astarloza (ESP)  | 15e                   |
| 162                   | Javier Aramendia (ESP) | AB                    |
| 163                   | Jorge Azanza (ESP)     | 93e                   |
| 164                   | Aitor Galdós (ESP)     | 13e                   |
| 165                   | Iñaki Isasi (ESP)      | 104e                  |
| 166                   | Egoi Martínez (ESP)    | 36e                   |
| 167                   | Juan José Oroz (ESP)   | 105e                  |
| 168                   | Rubén Pérez (ESP)      | AB                    |

| Silence-Lotto SIL | Silence-Lotto SIL           | Silence-Lotto SIL |
| ----------------- | --------------------------- | ----------------- |
| Num               | Coureur                     | Pos               |
| 171               | Cadel Evans (AUS)           | 2e                |
| 172               | Mario Aerts (BEL)           | 49e               |
| 173               | Volodymyr Bileka (UKR)      | 65e               |
| 174               | Christophe Brandt (BEL)     | 46e               |
| 175               | Dario Cioni (ITA)           | 118e              |
| 176               | Matthew Lloyd (AUS)         | 25e               |
| 177               | Yaroslav Popovych (UKR)     | AB                |
| 178               | Jurgen Van den Broeck (BEL) | 84e               |

| Team Milram MRM | Team Milram MRM          | Team Milram MRM |
| --------------- | ------------------------ | --------------- |
| Num             | Coureur                  | Pos             |
| 181             | Igor Astarloa (ESP)      | 32e             |
| 182             | Andriy Grivko (UKR)      | 38e             |
| 183             | Matej Jurčo (SVK)        | 116e            |
| 184             | Christian Knees (GER)    | 24e             |
| 185             | Sebastian Schwager (GER) | AB              |
| 186             | Martin Velits (SVK)      | AB              |
| 187             | Peter Velits (SVK)       | AB              |
| 188             | Erik Zabel (GER)         | AB              |

| Cofidis-Le Crédit par Téléphone COF | Cofidis-Le Crédit par Téléphone COF | Cofidis-Le Crédit par Téléphone COF |
| ----------------------------------- | ----------------------------------- | ----------------------------------- |
| Num                                 | Coureur                             | Pos                                 |
| 191                                 | Rik Verbrugghe (BEL)                | AB                                  |
| 192                                 | Jean-Eudes Demaret (FRA)            | AB                                  |
| 193                                 | Leonardo Duque (COL)                | AB                                  |
| 194                                 | Julien El Fares (FRA)               | HD                                  |
| 195                                 | Yann Huguet (FRA)                   | AB                                  |
| 196                                 | Amaël Moinard (FRA)                 | 80e                                 |
| 197                                 | Maxime Monfort (BEL)                | 59e                                 |
| 198                                 | Steve Zampieri (SUI)                | 101e                                |

| High Road THR | High Road THR              | High Road THR |
| ------------- | -------------------------- | ------------- |
| Num           | Coureur                    | Pos           |
| 201           | Kim Kirchen (LUX)          | 1er           |
| 202           | Michael Barry (CAN)        | 111e          |
| 203           | Edvald Boasson Hagen (NOR) | AB            |
| 204           | Adam Hansen (AUS)          | 103e          |
| 205           | Tony Martin (GER)          | HD            |
| 206           | Marco Pinotti (ITA)        | 102e          |
| 207           | František Raboň (CZE)      | HD            |
| 208           | Vicente Reynés (ESP)       | 91e           |

| Tinkoff Credit Systems TCS | Tinkoff Credit Systems TCS | Tinkoff Credit Systems TCS |
| -------------------------- | -------------------------- | -------------------------- |
| Num                        | Coureur                    | Pos                        |
| 211                        | Mikhail Ignatiev (RUS)     | 71e                        |
| 212                        | Pavel Brutt (RUS)          | 97e                        |
| 213                        | Nikita Eskov (RUS)         | 113e                       |
| 214                        | Alexander Gottfried (GER)  | AB                         |
| 215                        | Vasil Kiryienka (BLR)      | AB                         |
| 216                        | Sergueï Klimov (RUS)       | 96e                        |
| 217                        | Luca Mazzanti (ITA)        | 17e                        |
| 218                        | Alexander Serov (RUS)      | AB                         |

| Slipstream-Chipotle TSL | Slipstream-Chipotle TSL        | Slipstream-Chipotle TSL |
| ----------------------- | ------------------------------ | ----------------------- |
| Num                     | Coureur                        | Pos                     |
| 221                     | David Millar (GBR)             | 50e                     |
| 222                     | Jason Donald (USA)             | HD                      |
| 223                     | Huub Duyn (NED)                | AB                      |
| 224                     | Ryder Hesjedal (CAN)           | 39e                     |
| 225                     | Christophe Laurent (FRA)       | AB                      |
| 226                     | Dan Martin (IRL)               | 109e                    |
| 227                     | Jonathan Patrick McCarty (USA) | AB                      |
| 228                     | Kilian Patour (FRA)            | AB                      |

| Skil-Shimano SKS | Skil-Shimano SKS         | Skil-Shimano SKS |
| ---------------- | ------------------------ | ---------------- |
| Num              | Coureur                  | Pos              |
| 231              | Fumiyuki Beppu (JPN)     | AB               |
| 232              | Maarten den Bakker (NED) | 77e              |
| 233              | Yukihiro Doi (JPN)       | AB               |
| 234              | Floris Goesinnen (NED)   | 48e              |
| 235              | Yusuke Hatanaka (JPN)    | AB               |
| 236              | Thierry Hupond (FRA)     | HD               |
| 237              | Piet Rooijakkers (NED)   | AB               |
| 238              | Robert Wagner (GER)      | AB               |

| Cycle Collstrop COS | Cycle Collstrop COS          | Cycle Collstrop COS |
| ------------------- | ---------------------------- | ------------------- |
| Num                 | Coureur                      | Pos                 |
| 241                 | Steffen Wesemann (SUI)       | AB                  |
| 242                 | Michał Gołaś (POL)           | 92e                 |
| 243                 | David Kopp (GER)             | AB                  |
| 244                 | Sergueï Lagoutine (UZB)      | 44e                 |
| 245                 | Marco Marcato (ITA)          | AB                  |
| 246                 | Mirko Selvaggi (ITA)         | 64e                 |
| 247                 | Gil Suray (BEL)              | AB                  |
| 248                 | Kenny Van Der Schueren (BEL) | 74e                 |